# L'antiquario
L'antiquario (The Antiquary) è un romanzo storico di Walter Scott apparso nel 1816.
Terzo ed ultimo romanzo della cosiddetta “trilogia scozzese”, della quale fanno parte Waverley (1814) e Guy Mannering (1815), The Antiquary si colloca cronologicamente nell'estate del 1794, quando ormai le spinte giacobite che avevano portato all'ultima insurrezione del 1745 (Battaglia di Culloden, 1746) si sono spente da tempo.

## Trama
Il romanzo narra le vicende del giovane Lovel, il quale si reca in viaggio verso la Scozia alla ricerca delle sue vere origini. Grazie a questo viaggio, egli ha la possibilità di entrare in contatto con un nuovo paese ed i suoi abitanti.
Il titolo si riferisce a Jonathan Oldbuck di Monkbarns: è un antiquario, un tipico nobiluomo scozzese legato alle tradizioni ed alla storia della sua terra, assetato di conoscenza, il quale cerca in tutti i modi di fornire al suo paese un passato storico di notevole importanza. Il vero valore di costui sta nel fatto che egli funge da “trait d'union” per tutti gli altri personaggi del romanzo: Lovel (che alla fine del romanzo si scoprirà essere il maggiore Neville), un giovane aristocratico che diventa ben presto amico del vecchio antiquario pur nascondendo un segreto che verrà svelato solo alla fine; Sir Arthur Wardour, amico–nemico di vecchia data di Oldbuck che si indebita fino alla rovina a causa di un truffatore tedesco di nome Dousterswivel; la nipote di Sir Arthur, Isabel Wardour, che ama Lovel, ma sa di non poterlo sposare a causa delle sue origini incerte; Hector M'Intyre, nipote di Oldbuck e giovane ufficiale dell'esercito, che sfiderà a duello Lovel e sarà la causa della sua fuga da Fairport; la famiglia Mucklebackit, tipica famiglia scozzese di pescatori, che perde il figlio maggiore durante una tempesta e che nasconde nella figura della nonna, Elspeth di Craigburnfoot, un terribile segreto che la legherà fino alla morte alla famiglia Glenallan; l'ultimo personaggio ad essere introdotto è proprio Lord Geraldin di Glenallan che, dopo una vita segnata da dolore e rimorso per un fatto tragico di cui pensava essere stato la causa, ritrova in Lovel il figlio perduto.
Un personaggio che occupa un posto a sé è Edie Ochiltree, il mendicante: egli è, insieme all'antiquario, l'unico personaggio onnipresente del romanzo; è colui che permetterà a molti segreti di svelarsi ed è testimonianza vivente della saggezza popolare, quella forma di sapere che ha come proprio fondamento la tradizione locale.

## Analisi
Diverse sono le tematiche che emergono dal romanzo: un ruolo fondamentale lo gioca la storia; intesa sia in senso personale che pubblico, essa costituisce lo sfondo sul quale si muovono tutti i personaggi. Per alcuni di essi la storia assume una prospettiva individuale: Lovel indaga quella sua privata per ricercare le proprie origini e lo stesso accade a Lord Glenallan, che è costretto a scavare nelle tristi vicende familiari e della propria esistenza per riuscire a ritrovare il figlio perduto. Per Jonathan Oldbuck e Sir Arthur essa assume un aspetto prevalentemente materiale: entrambi ambiscono a “possederla”, il primo collezionando tutto ciò che reputa (a volte in modo totalmente erroneo) essere di valore, il secondo cercando di entrare in possesso di immaginari tesori grazie all'aiuto di Dousterswivel.
La storia, quindi, gioca un ruolo fondamentale nella dinamica della vicenda ed è strettamente correlata ad un altro argomento di altrettanto valore, la tradizione: in The Antiquary  Scott non ci presenta più i medesimi affreschi storici di Waverley. Le trombe di guerra hanno smesso di suonare da anni e tutto il pittoresco apparato militare scozzese, che prevedeva la suddivisione dei soldati in clan ognuno dei quali contraddistinto da un diverso disegno di tartan del kilt e le cornamuse, è sparito vietato da una legge che dopo l'insurrezione del 1745 ne ha proibito l'uso. Nel romanzo non si parla più di tutto ciò, non essendo più rappresentativo della realtà di quei giorni, ma ci viene proposto un quadro in cui l'antiquario, benché privato della parte più appariscente del folclore locale, cerca di preservarlo almeno nei piccoli gesti ed abitudini di tutti i giorni che, nonostante le leggi contrarie, continueranno a sopravvivere ancora a lungo, soprattutto nel cuore della gente più semplice.
Altra tematica fondamentale è quella linguistica: oltre all'inglese standard, usato per le parti descrittive, Scott usa lo Scots in molti dialoghi, fornendo così uno spaccato di quella che era la lingua parlata in Scozia a quell'epoca. 
Per quel che riguarda la globalità dell'opera in questione, essa può anche essere letta in chiave autobiografica: secondo molti critici l'antiquario Oldbuck altri non sarebbe che una sorta di alter ego di Scott.